# Bánovce nad Ondavou
Bánovce nad Ondavou (hongrois : Bánócz) est un village de Slovaquie situé dans la région de Košice.

## Histoire
Première mention écrite du village en 1326.

## Démographie

### Évolution de la population
| Année:               | 1994. | 2004. | 2014.   | 2024.   |
| -------------------- | ----- | ----- | ------- | ------- |
| Nombre de personnes: | 754   | 754   | 726     | 701     |
| Différence:          |       | +0 %  | -3,71 % | -3,44 % |

| Année:               | 2023. | 2024.   |
| -------------------- | ----- | ------- |
| Nombre de personnes: | 705   | 701     |
| Différence:          |       | -0,56 % |

## Politique
| Nom               | Parti politique      | Date de l'élection | Fin du mandat |
| ----------------- | -------------------- | ------------------ | ------------- |
| Ľudmila Ďurčáková | Candidat indépendant | 02.12.2006         | Déc. 2010     |

## Transport
Gare et jonction des lignes de chemin de fer 191 et 195.